# Thrill of Youth
Pour plus de détails, voir Fiche technique et Distribution.
Thrill of Youth est un film américain réalisé par Richard Thorpe, sorti en 1932.

## Synopsis
La famille Thayer, Grand-mère, Grand-père, Jeff, veuf, et ses deux fils Jack et Chet, célèbrent le retour de Chet, qui revient d'Afrique, avec quelques amis, Jill et Alice Fenwick, et Seena et Colby Sherwood. Dans les jours qui vont suivre, des couples vont se séparer et d'autres se créer...

## Fiche technique
- Titre original : Thrill of Youth
- Réalisation : Richard Thorpe
- Scénario : Edward T. Lowe Jr.
- Photographie : M. A. Anderson
- Montage : Vera Wade
- Production : George R. Batcheller
- Société de production : Invincible Pictures Corp.
- Société de distribution : Chesterfield Motion Pictures Corp.
- Pays d'origine :  États-Unis
- Langue originale : anglais
- Format : noir et blanc — 35 mm — 1,37:1 — son Mono (RCA Photophone)
- Genre : Comédie dramatique
- Durée : 60 minutes
- Dates de sortie : 
  - États-Unis : 15 août 1932

## Distribution
- June Clyde : Jill Fenwick
- Allen Vincent : Jack Thayer
- Dorothy Peterson : Seena Sherwood
- George Irving : Jeff Thayer
- Matty Kemp : Chet Thayer
- Lucy Beaumont : Grand-mère Thayer
- Tom Ricketts : Grand-père Thayer
- Caryl Lincoln : Marcia Dale
- Ethel Clayton : Alice Fenwick
- Bryant Washburn : Colby Sherwood